# Бридж, Фрэнки
Франческа «Фрэнки» Бридж (англ. Francesca «Frankie» Bridge; ранее фамилия была Сэндфорд; род. 14 января 1989) — британская певица, солистка девичьей группы The Saturdays. Ранее была членом группы S Club 8.  В качестве иконы стиля Бридж приобрела большую известность в Великобритании, а её короткие волосы в фирменном стиле стали трендом всё в той же Британии. По состоянию на 2017 год состояние Бридж насчитывает 9 миллионов фунтов стерлингов, что является самым высоким показателем среди всех участниц The Saturdays.

## Биография
Карьера Фрэнки началась в подростковой группе S Club Juniors, позднее переименованной в S Club 8. Группа записала несколько альбомов и снялась в сериале «Я мечтаю». В 2005 году коллектив распался.
В 2007 году Бридж стала солисткой девичьей группы The Saturdays, одной из участниц коллектива стала подруга Фрэнки по S Club 8 Рошель Вайзмен. Дебютный альбом The Saturdays Chasing Lights получил статус платинового.
В 2010 году Фрэнки заняла 4-е место в рейтинге «Самые сексуальные женщины» по версии журнала FHM.

## Личная жизнь
С 19 июля 2014 года Фрэнки замужем за футболистом Уэйном Бриджем, с которым она встречалась три года до их свадьбы. У супругов есть два сына — Паркер Бридж (род. 18.10.2013) и Картер Рэй Бридж (род. 15.08.2015).

## Дискография
Дискографию S Club 8 см. в английском разделе.
- Together[англ.] (2002)
- Sundown[англ.] (2003)
- Welcome to Avalon Heights[англ.] (2004)
- Chasing Lights (2008)
- Wordshaker (2009)
- Headlines! (2010)
- On Your Radar (2011)
- Living for the Weekend (2013)

### В качестве приглашённого исполнителя
| Год  | Сингл                                                                 | Высшая позиция | Альбом |
| Год  | Сингл                                                                 | UK             | Альбом |
| ---- | --------------------------------------------------------------------- | -------------- | ------ |
| 2010 | «Undercover Lover» (Kids in Glass Houses при участии Фрэнки Сэндфорд) | 62             | Dirt   |

## Туры

### СThe Saturdays
1. The Work Tour[англ.] (2009)
2. The Headlines Tour[англ.] (2011)
3. All Fired Up![англ.] (2011)
4. Greatest Hits Live![англ.] (2014)

### На разогреве сольно
1. The Dirt Tour[англ.] (с Kids in Glass Houses[англ.]; некоторые даты в 2010 году)
2. Strictly Come Dancing — Концертный тур (2016)

## Награды и номинации
| Год  | Награда                      | Категория           | Результат |
| ---- | ---------------------------- | ------------------- | --------- |
| 2011 | Glamour Awards               | Лучшая одежда       | Победа    |
| 2014 | Inspiration Awards For Women | Следующее поколение | Победа    |